# Baptisterio Arriano
El Baptisterio arriano (en italiano, Battistero degli Ariani) en Rávena (Italia) es una de las ocho estructuras de Rávena inscritas en la lista del Patrimonio de la Humanidad en 1996.

## Historia
Fue erigido por el rey ostrogodo Teodorico el Grande entre finales del siglo V y principios del siglo VI. Es por lo tanto contemporáneo de la Basílica de San Apolinar Nuevo.
Se le llama arriano para diferenciarlo del Baptisterio ortodoxo. Los dos edificios, aun destinándose a la misma función, eran cada uno propio de una de las dos comunidades cristianas que coexistían entonces en Rávena.
En 565, después de la condena del culto arriano, esta pequeña estructura de ladrillo octogonal fue convertida en un oratorio católico con el nombre de Santa María. Monjes griegos le añadieron un monasterio durante el periodo del Exarcado de Rávena y más tarde dedicaron la estructura a Santa Maria in Cosmedin. Alrededor del año 1700, la estructura pasó a manos privadas, y en 1914 fue adquirida por el gobierno italiano. El bombardeo aliado sobre Rávena en la Segunda Guerra Mundial ayudó a despejar otras estructuras que la habían invadido por todos los lados, permitiendo a los investigadores que viesen los detalles de su exterior por vez primera. Como con otros monumentos de Rávena, el suelo original queda a unos 2,3 metros por debajo del actual.

Mosaico en el techo del baptisterio arriano.

## Arquitectura
El baptisterio es de forma octogonal; dentro hay cuatro huecos y una cúpula con mosaicos, representando el bautismo de Jesús por san Juan Bautista. Jesús aparece sin barba y desnudo, semisumergido en el Jordán. Juan el Bautista luce una piel de leopardo. A la izquierda está sentado un personaje barbado que representa al río Jordán, al estilo de las representaciones helenísticas. Por encima, el Espíritu Santo en forma de paloma derrama agua lustral (bendita) con su pico. 
Por debajo, una procesión de los doce apóstoles, guiados en diferentes direcciones por san Pedro y san Pablo circundan la cúpula, encontrándose junto a un trono en el que hay un crucifijo enjoyado descansando sobre un cojín púrpura.
Los artistas emplearon varios años para hacer estos mosaicos, como puede verse por los diferentes colores de las piedras usadas para representar la hierba a los pies de los apóstoles.
Toda la composición es muy similar a la del baptisterio Neoniano ortodoxo. Las paredes están desnudas, pero no fueron así siempre. Durante unas investigaciones arqueológicas, se descubrieron unos 170 kilos de teselas en el suelo.

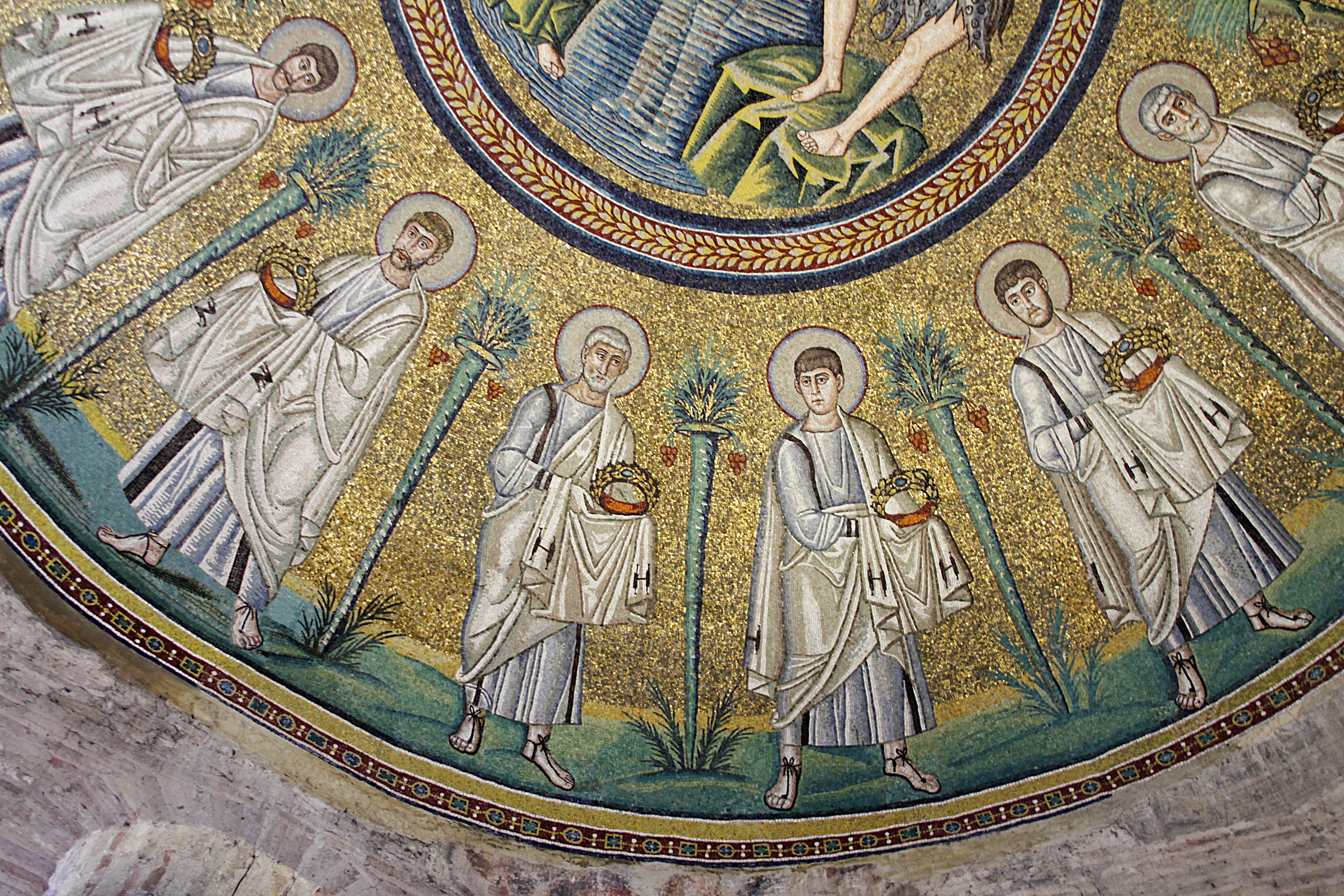
La procesión de los apóstoles (detalle)

El baptisterio arriano está ubicado junto a la Iglesia del Espíritu Santo, también construida por Teodorico y en un principio llamada Hagia Anastasis (Santa Resurrección). Esta era una catedral arriana, y fue vuelta a consagrar como la catedral católica de San Teodoro (soldado y mártir de Amasea in Porto) en 526. Poco queda de la iglesia original después de su reconstrucción en 1543; algunos historiadores especulan con que los mosaicos originales ya estaban destruidos mil años antes durante su reconstrucción católica debido a que representaban temas arrianos.
 El baptisterio es una de las ocho estructuras de Rávena registradas por la Unesco como sitio Patrimonio de la Humanidad. Según la evaluación del ICOMOS de este patrimonio, «la iconografía de los mosaicos, cuya calidad es sobresaliente, es importante porque ilustra la Trinidad, un elemento algo inesperado en el arte de un edificio arriano, puesto que la Trinidad no era aceptada por esta doctrina».